# Mordellistena pseudopumila
Mordellistena pseudopumila är en skalbaggsart som beskrevs av Karl Friedrich Ermisch 1963. Mordellistena pseudopumila ingår i släktet Mordellistena, och familjen tornbaggar. Arten är reproducerande i Sverige.